# Forum Familienrecht
Forum Familienrecht, kurz FF, ist eine deutsche juristische Fachzeitschrift im Bereich von Familienrecht und Erbrecht (ISSN 1433-8696).
Bis 2005 hieß sie Forum Familien- und Erbrecht. Sie wird von der Arbeitsgemeinschaft Familienrecht im Deutschen AnwaltVerein herausgegeben. Die Zeitschrift erscheint mit elf Ausgaben im Jahr. Die Redaktion besteht aus zwei Mitarbeitern. Neun Rechtsanwältinnen und Rechtsanwälte bilden den Kreis der Herausgeber. Die sieben Beiratsmitglieder sind Juraprofessoren, Richter am Bundesgerichtshof, Bundesverfassungsgericht oder Oberlandesgerichten.